# Messier 95
A Messier 95 (más néven M95, vagy NGC 3351) küllős spirálgalaxis a Leo (Oroszlán) csillagképben.

## Felfedezése
Az M95 spirálgalaxist Pierre Méchain fedezte fel 1781. március 20-án. Charles Messier 1780. március 24-én katalogizálta.

## Tudományos adatok
Az M95 a Leo I galaxiscsoport (más néven M96 galaxiscsoport) tagja. Az M95 az egyike azon 18 galaxisnak, amiket a Hubble űrtávcső kulcsfontosságú projektjének keretében figyeltek meg; ennek célja a Hubble-állandó 10% hibahatáron belüli meghatározása volt. Ehhez a galaxisban található cefeidákat vizsgálták, hogy megállapíthassák a galaxis távolságát. Az M95 esetén 49 valószínűsíthető cefeidát figyeltek meg 10 és 43 nap közötti periódustartományban. A mérések és számítások eredményeként a galaxis távolságát 10,05 ± 0,88 Mpc-ben határozták meg.